# Реклам, Карл
Карл Генрих Реклам (18 августа 1821, Лейпциг — 6 марта 1887, там же) — германский медик, гигиенист, преподаватель и медицинский писатель, брат издателя А. Реклама.

## Биография
Карл Генрих Реклам родился в семье книготорговца. Изучал медицину в Лейпциге, Праге, Вене и Париже, в 1846 году получил в Лейпцигском университете степень доктора медицины и был оставлен там преподавателем. В 1858 году получил учёное звание приват-доцента, а в 1868 году профессора; с 1877 года состоял также полицейским врачом Лейпцига. Был известен как плодовитый медицинский писатель, активно сотрудничавший со многими медицинскими журналами, и как сторонник введения в Германской империи кремации.
Главные работы: «Die Ursache der Chylus- und Lymphbewegung» (Лейпциг, 1858), «Geist und Körper in ihren Wechselbeziehungen» (Лейпциг, 1859), «Das Buch der vernünftigen Lebensweise» (Лейпциг, 1863; 3 издания, 1889), «Des Weibes Gesundheit und Schönheit» (Лейпциг, 1864; 2 изд., 1883), «Der Leib des Menschen» (Штутгарт, 1868—70; 2 издания, 1879), «Sprache und Gesang» (Штутгарт, 1878), «Lebensregeln» (Берлин, 1878; 2 издания, 1893), «Gesundheitsschlüssel für Schule, Haus und Arbeit» (Лейпциг, 1879). Реклам был не только автором, но и состоял редактором нескольких журналов. Некоторые из его сочинений были переведены на русский язык: «Питание и выбор пищи по возрастам, временам года, занятиям и состоянию здоровья» (СПб, 1865), «Популярная гигиена» (5 изданий, редакция журнала «Дело», СПб., 1882; 2 издания Н. С. Кутейникова, СПб, 1881).